# Noël Lefebvre-Duruflé
Pour les articles homonymes, voir Lefebvre.
Noël Jacques Lefebvre-Duruflé est un manufacturier, homme de lettres et homme politique français, né à Rouen (paroisse Notre-Dame de la Ronde) le 19 février 1792 et mort à Pont-Authou (Eure) le 3 novembre 1877.

## Biographie
Alors qu’il suivait les cours de l’École de droit à Paris, Noël Lefebvre publie en 1811 une Lettre de Nicolas Boileau à M. Étienne. Charles-Guillaume Étienne (auteur des Deux gendres, une comédie en 5 actes et en vers, jouée au Théâtre-Français en 1810) venait d’entrer à l’Académie française. Mais il était également censeur général de la police et des journaux. Flatté, il le fait entrer dans l'administration du ministère d'État puis, en 1814, au Conseil d'État. Mais la chute de l’Empire et la Restauration des Bourbons entraînent la révocation du jeune Lefebvre. 
Dès lors, il se situe dans le camp de l’opposition à la monarchie et collabore à plusieurs journaux libéraux, comme le Nain jaune (journal satirique antiroyaliste, à la fondation duquel il participe) et la Minerve ou le Mercure de France. 
Le 28 octobre 1817 (il se dit alors « vivant de son revenu »), il épouse à Elbeuf Julie Adélaïde Duruflé (1798-1872), fille d'un  riche manufacturier du textile elbeuvien, François Constant Duruflé, dont il devint l'associé. De cette union naîtront neuf enfants. Il accole désormais le nom de son épouse et de son beau-père au sien, afin sans doute de se distinguer de tous les autres Lefebvre.
Il abandonne la vie parisienne et se lance dans l’industrie textile à Elbeuf. Il participe activement à la sociabilité patronale de sa cité d’adoption. Auditionné lors d’une enquête ministérielle concernant les tarifs douaniers, il se montre notamment ferme partisan du maintien des « prohibitions » (Enquête relative à diverses prohibitions établies à l’entrée des produits étrangers, Paris, Imprimerie royale, 1835, t. III)
Le 16 février 1843, il donne une conférence « industrielle et commerciale », à l’issue de laquelle est envisagée la création d’une société d’exportation. Les principaux fabricants de la ville, tels Victor Grandin, Charles Flavigny, Théodore Chennevière, s’intéressent à ce projet. Lors de la visite à Elbeuf, en septembre de la même année, de Laurent Cunin-Gridaine, ministre de l’Agriculture et du Commerce, qui aborde les questions relatives à l’ouverture du marché chinois, il intervient à diverses reprises. Il fonde une filature à Pont-Authou (Eure) et y introduit des procédés nouveaux, venus d’Angleterre ou d’Amérique.
Parallèlement, sous la Monarchie de Juillet, il tente à diverses reprises de se faire élire dans l’Eure, sans succès. Il échoue à nouveau à l’élection pour l’Assemblée constituante en 1848, mais est finalement élu l’année suivante.

## Député
Noël Lefebvre-Duruflé est élu Bonapartiste du 13 mai 1849 au 2 décembre 1851 à l'Assemblée législative, comme représentant de l'Eure, son département de résidence. Il se fait remarquer en particulier en proposant l’amendement qui permet à Louis-Napoléon Bonaparte d’obtenir de l’Assemblée, en juin 1850, une allocation de 2,2 millions de francs en plus de sa liste civile. Bonapartiste, il appuie en toute circonstance la politique du Prince-Président.
Il est le rapporteur du projet de loi sur les associations ouvrières et membre de la commission organisant la grande enquête agricole, commerciale et industrielle. Il vote en faveur de la loi Falloux-Parieu sur l’enseignement et pour l’expédition de Rome en 1849.
À l’Assemblée, il intervient aussi directement en faveur du textile elbeuvien. Ainsi, lorsque le député elbeuvien Paul Sevaistre informe la Chambre de commerce locale que le gouvernement prépare un projet de loi concernant la rémunération des tisserands par les fabricants, un rapport de celle-ci  lui est transmis et un amendement de Mathieu Bourdon (élu de Seine-Inférieure) et de Lefebvre-Duruflé (élu de l’Eure) permet de réintroduire dans le texte de loi la possibilité pour les patrons elbeuviens de continuer à procéder « selon la pratique » en vigueur (Journal d’Elbeuf, 3 février 1850). Bel exemple de lobbying patronal…

## Ministre
- Ministre	de l'Agriculture et du Commerce du 23 novembre 1851 au 25 janvier 1852
- Ministre	des Travaux publics du 25 janvier 1852 au 28 juillet 1852

Nommé ministre de l'Agriculture et du Commerce le 23 novembre 1851, quelques jours avant le coup d'État de Louis-Napoléon Bonaparte, auquel il ne participe pas, il est maintenu à son poste jusqu'au 25 janvier 1852 et échange à cette date son portefeuille contre celui des Travaux publics, qu’il conserve jusqu'au 28 juillet 1852. 
Durant cette période de prospérité économique, il accorde de nombreuses concessions de lignes de chemin de fer (2 000 km au total) et autorise plusieurs fusions de compagnies. Il donne son accord pour la création d’une ligne télégraphique entre Turin et la France et pour l’ouverture de nouvelles lignes de paquebot en Méditerranée.

## Sénateur
Sénateur du 28 juillet 1852 au 1er janvier 1870.
Le jour même de son départ du ministère, Louis-Napoléon signe un décret permettant à Noël Lefebvre-Duruflé d’accéder au Sénat. Il prend part activement aux travaux de cette assemblée durant tout l'Empire et y vante même les mérites de la sténographie.
Durant le Second Empire, il devient un notable reconnu : officier de la Légion d’honneur depuis le 5 janvier 1852, grand officier depuis le 14 août 1862, membre du Conseil général de l’Eure et maire de Pont-Authou (de 1833 à 1870). Il est également élu président la Société libre d’agriculture, sciences, arts et belles-lettres de l’Eure en 1855 (pour une année) et participe aux activités de la Société de Géographie (1855-1856). 
Mais après 1870 et la proclamation de la Troisième République, il quitte la vie politique.

## Les déboires d'une fin de vie

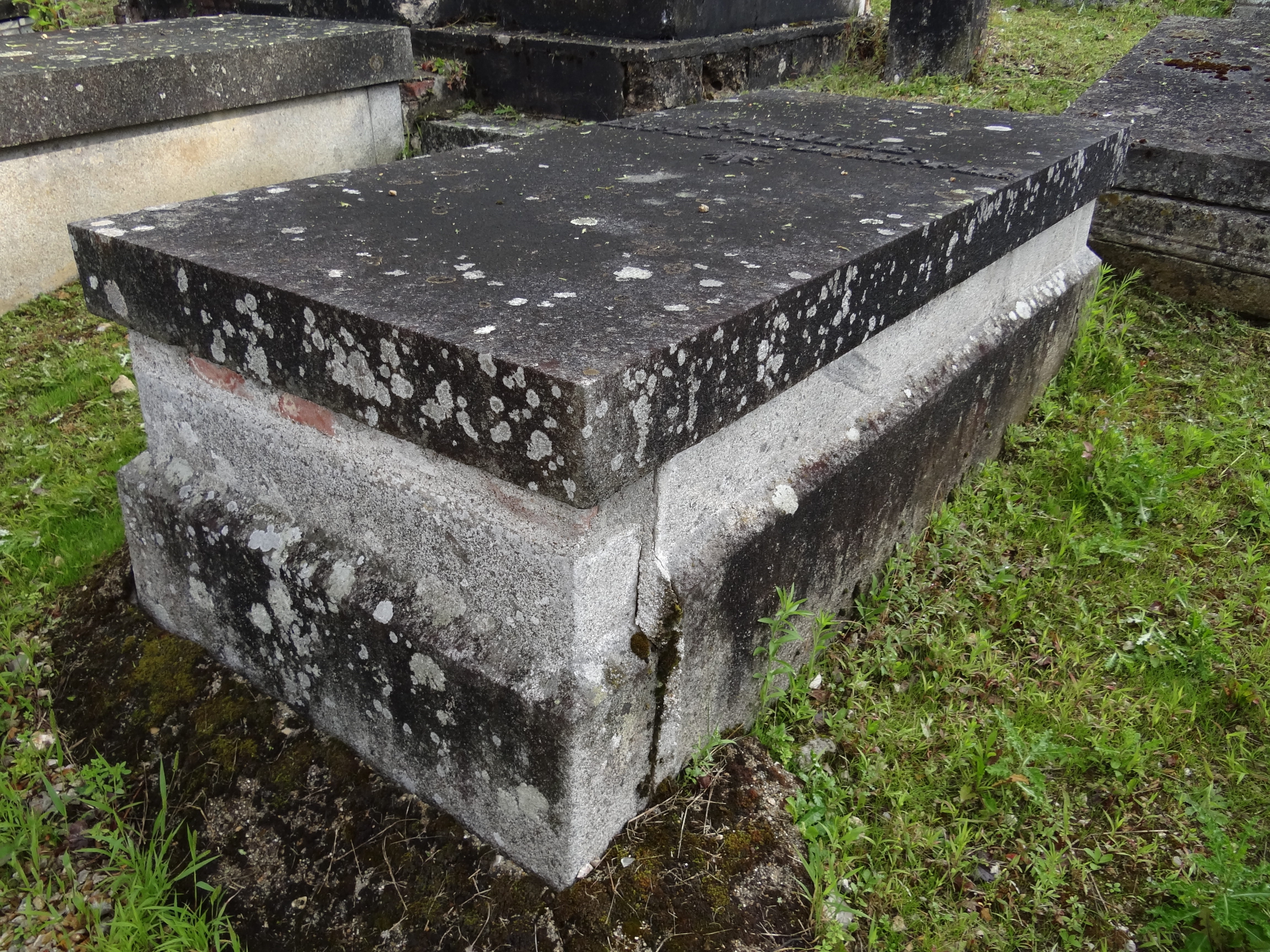
La tombe de Noël Lefebvre-Duruflé au cimetière de Pont-Authou (Eure).

Se tournant à nouveau vers le monde des affaires (en 1862-1864 il avait déjà été impliqué dans une procédure en tant que représentant de la Société civile des prêteurs du square d'Orléans), Lefebvre-Duruflé est nommé en 1872 président du conseil d’administration de la Société Industrielle, une banque de crédit et d’émission dont le siège était à Paris. Il a alors 81 ans et visiblement on a voulu utiliser sa caution d’ancien ministre. Mais en fait cette société connaît de graves difficultés financières dès l’année suivante et, avec sept autres inculpés, il se retrouve accusé de complicité de détournement. Arrêté en février 1873, puis laissé en liberté provisoire sous caution, il passe en jugement le 2 décembre 1873. La justice lui inflige 10 000 francs d’amende pour infraction à la loi sur les sociétés en commandite et le Tribunal de commerce de Paris le condamne en outre à payer au syndic de faillite de la société (avec ses co-accusés) une somme de 250 000 francs (très importante pour l’époque, le salaire annuel d’un ouvrier se montant alors à environ 1 000 francs).
Il est également exclu de l’ordre de la Légion d’honneur par décret du président de la République en date du 10 octobre 1874.
Il meurt à Pont-Authou, où il possédait une propriété, le 3 novembre 1877, à l’âge de 85 ans. Il est inhumé au cimetière du village.

## Œuvres
Auteur de très nombreux rapports, discours imprimés, adresses aux électeurs, Noël Lefebvre-Duruflé a publié aussi plusieurs études historiques ou récits de voyages, ainsi que des traductions de romans anglais. On peut citer notamment, afin de donner un petit aperçu de cette production très éclectique, les titres suivants :
- Lettre de Nicolas Boileau à M. Étienne, auteur des "Deux gendres" (…), Paris, Lenormant, 1812, 47 p. (FRBNF30772684).

(https://books.google.fr/books?id=wTZWAAAAYAAJ )
- Tableau historique de la Russie, 1812.
- L’Almanach des modes, 3 vol., 1814-1816 (FRBNF30772689).
- Le colon de Van Diémen par Charles Rowcroft (traduction), Paris, J. Renouard, 3 vol., 1818 et 1847 pour la 5e édition (FRBNF31263465).
- Voyage pittoresque dans les ports et sur les côtes de France, Paris, Impr. J. Didot Aîné, 1823.
- Excursions sur les côtes et dans les ports de Normandie, Paris, J. F. Ostervald, s.d. [1823-1825] agrémentée de 40 vues des côtes normandes gravées à l’aquatinte d’après Bonington, Lutringshausen, Ronmy, etc., avec leur explication par Lefebvre-Duruflé (FRBNF36279618).
- L’Hermite en Normandie, Paris, Didot, 1824-1827.
- Ports et côtes de France de Dunkerque au Havre [Boulogne], Paris, J.F. Ostervald, 1832. Très rare ouvrage publié en livraisons, d'après la BNF : « 24 feuillets de texte et 24 planches. C’est tout ce qui a paru », l'ouvrage n'a jamais été terminé. Il contient 9 lithographies d'après Nash, Mozin et Gassies.
- Considérations sur la nécessité de donner en France un nouvel essor au commerce extérieur, 1843.
- Eaux et rivières et navigation de la Seine, Rapport au Conseil général de l'Eure, Évreux, Canu, 1849.
- La Bourse de Londres, chroniques et portraits par John Francis, (traduction), Paris, J. Renouard , 1854, XXIV-372 p. (FRBNF30458389).

Il a laissé également des livrets d’opéra-comique :
- Zuphile et fleur de myrthe, opéra-comique en deux actes, 1817.
- Une nuit de Gustave Wasa ou le batelier suédois, opéra-comique en deux actes, 1827.